# Brachylogie
Een brachylogie (Grieks: βραχύς / brachýs - 'kort' en λόγος / lógos - 'woord') is een stijlfiguur waarbij door het weglaten van woorden een kernachtige uitspraak wordt verkregen. Varianten van de brachylogie zijn de apokoinou en zeugma.
- non Cinnae, non Sullae longa dominatio;
  - Letterlijk: Niet Cinna's, niet Sulla's lange heerschappij;
  - Vrijer vertaald: Niet die van Cinna, noch die van Sulla (was) een lange heerschappij;

— Tacitus, Annales I 1.1.
- Niet goed, geld terug.
betekent ongeveer: als het niet goed is, dan krijg je de aankoopprijs terug
- Oost west, thuis best.
betekent ongeveer: naar welke streek je ook gaat, ik heb gemerkt dat je het beste thuis kunt zijn